# Berat Sadik
Berat Sadik (* 14. September 1986 in Skopje, SFR Jugoslawien) ist ein finnischer Fußballspieler. Sadik ist finnischer Staatsbürger nordmazedonisch-albanischer Herkunft; neben dem finnischen besitzt er ebenfalls den nordmazedonischen Pass. Er spielt auf der Position des Stürmers.

## Vereinskarriere
In der Jugend spielte Sadik bei Kiuruveden Palloilijat in Kiuruvesi, wo er ab seinem vierten Lebensjahr mit seiner Familie nach der Auswanderung aus Mazedonien lebte. Nachdem er ab 2004 die Jugendabteilung des Kuopion PS durchlief und in der finnischen Veikkausliiga am 25. April 2005 debütierte, wechselte er im Februar 2007 zum FC Lahti, wo bald das Interesse internationaler Vereine weckte.
Ab dem 1. Juli 2008 unterschrieb er bei Arminia Bielefeld einen Dreijahresvertrag, der sowohl für die 1. als auch für die 2. Bundesliga Gültigkeit besaß. Sein Bundesligadebüt gab Sadik am 2. Spieltag der Saison 2008/09 im Auswärtsspiel gegen Hertha BSC.
Allerdings konnte sich Sadik im weiteren Verlauf keinen Stammplatz im Sturm von Arminia Bielefeld sichern, weshalb er Ende August 2009 an den belgischen Erstligisten SV Zulte Waregem verliehen wurde. Im Sommer 2010 unterschrieb der Stürmer einen Vertrag beim FC Lahti, wo er bereits zwischen 2007 und 2008 für zwei Spielzeiten unter Vertrag stand. Mit Lahti stieg Sadik am Ende der Saison 2010 als Tabellenletzter in die zweitklassige Ykkönen ab. Infolgedessen unterschrieb der Angreifer im Januar 2011 einen Zwei-Jahres-Vertrag beim mehrfachen finnischen Meister dem HJK Helsinki. Am 24. Januar 2013 gab der FC Thun, Fußballverein aus der Schweizer Raiffeisen Super League, die Verpflichtung von Berat Sadik auf die Rückrunde der Saison 2012/2013 bekannt.
Zweieinhalb Jahre später ging er dann weiter zu Krylja Sowetow Samara nach Russland. Dort blieb er zwei Spielzeiten und wechselte zum zyprischen Verein Doxa Katokopias. Von dort ging er 2019 kurzzeitig zu Gimnàstic de Tarragona und kehrte dann auf die Insel zurück und schloss sich zuerst Anorthosis Famagusta und dann Enosis Neon Paralimni an. Seit dem Sommer 2020 steht er nun wieder bei Doxa Katokopias unter Vertrag. In der Saison 2020/21 wurde er Torschützenkönig der First Division.

## Nationalmannschaft
Sein Debüt in der A-Nationalmannschaft Finnlands feierte er im Spiel gegen die Türkei am 29. Mai 2008. Mit der finnischen U-21 Nationalmannschaft nahm Sadik an der U-21-Fußball-Europameisterschaft 2009 in Schweden teil.

## Erfolge
- Finnischer Meister: 2011, 2012
- Finnischer Pokalsieger: 2011